# Liugong (köpinghuvudort i Kina, Xinjiang Uygur Zizhiqu, lat 44,08, long 87,40)
Liugong (kinesiska: 六工, 六工镇) är en köpinghuvudort i Kina. Den ligger i den autonoma regionen Xinjiang, i den nordvästra delen av landet, omkring 34 kilometer nordväst om regionhuvudstaden Ürümqi. Antalet invånare är 10 015. Befolkningen består av 4 649 kvinnor och 5 366 män. Barn under 15 år utgör 14,0 %, vuxna 15-64 år 74 %, och äldre över 65 år 11,0 %.
Runt Liugong är det ganska glesbefolkat, med 47 invånare per kvadratkilometer. Närmaste större samhälle är Changji, 10,9 km sydväst om Liugong. Trakten runt Liugong består i huvudsak av gräsmarker.
Genomsnittlig årsnederbörd är 188 millimeter. Den regnigaste månaden är juli, med i genomsnitt 26 mm nederbörd, och den torraste är januari, med 8 mm nederbörd.